# Левобережни район
Левобережни район е административен район на Северен окръг в Москва.